# Scrophularia gaubae
Scrophularia gaubae är en flenörtsväxtart som beskrevs av Joseph Friedrich Nicolaus Bornmüller. Scrophularia gaubae ingår i släktet flenörter, och familjen flenörtsväxter. Inga underarter finns listade i Catalogue of Life.